# Exèrcit professional
Exèrcit professional és aquell exèrcit regular compost exclusivament per militars professionals, és a dir, sense que en formi part personal de lleva, donada la inexistència de servei militar obligatori. Els membres de l'exèrcit professional poden ésser, bé militars de carrera (amb dedicació exclusiva i, en principi, vitalícia), bé voluntaris o contractats (ambdós per a un període determinat de servei).
L'exèrcit professional es configura en la pràctica totalitat com a exèrcit permanent; ambdós conceptes tendeixen a coincidir, en aquest model professionalitzat. En cas de necessitat, però, les forces de l'exèrcit permanent es poden augmentar mitjançant la mobilització de la reserva voluntària, composta per civils que voluntàriament realitzen pràctiques i exercicis militars a temps parcial, i que poden incorporar-se al servei actiu quan hi siguin cridats.
L'exèrcit professional, doncs, comporta la inexistència de servei militar obligatori. Constitueix, així, un dels dos grans models d'exèrcit regular, tot contrastant amb el model d'exèrcit de lleva. El model d'exèrcit professional té l'avantatge d'un alt grau de capacitació, el desavantatge d'una petitesa relativa, i el perill de facilitar el desenvolupament de tendències pretorianes. Aquest model tendeix a ser ben vist per la població civil, exempta del servei militar; però alguns sectors el critiquen com a privatització de la defensa nacional, la qual deixa d'ésser tasca de tot el poble.
El model d'exèrcit professional, que és el tradicional del món anglòfon, avui està en expansió a Europa, en detriment de l'exèrcit de lleva, potser perquè molts estats no es creuen en perill de guerra oberta de defensa del territori, i només preveuen operacions de policia a gran distància del territori propi.
D'altra banda, no s'ha de confondre el concepte d'exèrcit professional amb el d'exèrcit permanent: hi ha exèrcit permanent (i, generalment, reserva) tant en l'exèrcit de lleva com en l'exèrcit professional. És a dir, només es parla d'exèrcit professional allà on no vigeix el servei militar obligatori.
Equivalències en altres llengües: ang. voluntary army, professional army, esp. ejército profesional, fr. armée de métier, it. esèrcito professionale, port. exército profissional.